# Ekeby missionsförsamling
Ekeby missionsförsamling var en frikyrkoförsamling i Boxholms kommun, den bildades 1894 och upphörde 1998. Den hette vid bildandet 1894 Hogstad-Rinna friförsamling. 1906 bytte man namn till Ekeby missionsförsamling.

## Historik
Hogstad-Rinna friförsamling startades 1896 och under församlingens första år hade man samlingar i församlingsbornas egna hem. 1905 blev missionshuset Åhagen färdigt för att tas i bruk. Verksamheten började allt mer att flyttas till Ekeby och därför bytte församlingen namn till Ekeby missionsförsamling 1906.
Åhagens missionshus byggdes om 1939 och man fick då en sal till som man kom att ha ungdomsverksamhet i. Elvärme installerades 1953 och huset renoverades inuti samma år. 

## Församlingsföreståndare
- 1896-1929 Karl Andersson i Åhagen
- 1929-1937 Karl Andersson i Ekeby boställe
- 1937-1960 Gideon Karlsson
- 1960- Per Andersson